# Ludwig von Köchel
Ludwig Alois Ferdinand Ritter von Köchel , avstrijski pravnik, muzikolog, skladatelj, botanik, založnik in avtor Mozartovega kataloga del, * 14. januar 1800, Stein, † 3. junij 1877, Dunaj.
Köchel je na Dunaju študiral pravo, nato pa je bil 15 let učitelj enega od štirih sinov avstrijskega nadvojvode Karla. Kot nagrado za to delo je prejel viteški naziv (nemško Ritter, s katerim se je za lastnim imenom tudi podpisoval) in večjo vsoto denarja, ki mu je omogočila, da se je preostanek življenja preživljal le kot humanist in učenjak. S svojim raziskovalnim delom na področju botanike in mineralogije severne Afrike, Rusije, Nordkappa, Iberije in Združenega Kraljestva je očaral tudi današnje znanstvenike.   
Poleg tega ga je zanimala tudi glasba, bil je član salzburškega Mozarteuma. Köchel se je v zgodovino glasbe zapisal kot avtor kronološkega in tematskega kataloga Mozartovih del (izdal ga je leta 1862), ki so v njegovi evidenci označena s kratico K, Köchel oziroma KV, Köchelverzeichnis (glej tudi opus). Od tedaj je katalog doživel več revizij. 
Köchel je Mozartova dela uredil tudi v 24 kategorij, ki jih je uporabila založba Breitkopf & Härtel, ko je med letoma 1877 in 1910 prvič v zgodovini izdala kompletna Mozartova dela (ta projekt je delno financiral tudi Köchel sam).
Tudi sicer je bil zavzet glasbeni zgodovinar, med drugim je napisal biografijo o skladatelju Johannu Josephu Fuxu. Pisal je tudi pesmi.